# 安特·馬積斯托洛域
安特·馬積斯托洛域（1993年11月6日—），生於克羅地亞薩格勒布，司職中後衛，目前效力於中超球會上海海港。

## 外部連結
- Soccerway資料庫：安特·馬積斯托洛域